# Cecil Payne

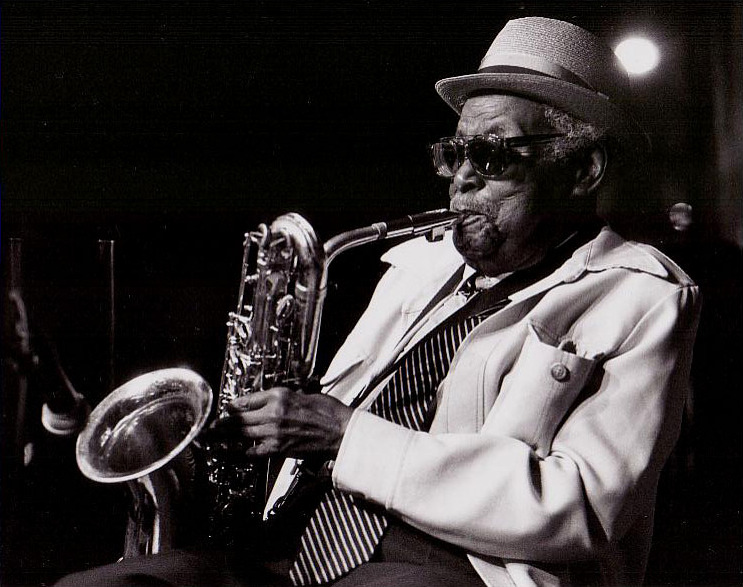
Cecil Payne im Kitano Hotel Jazz Club, NYC 2005

Cecil McKenzie Payne (* 14. Dezember 1922 in Brooklyn, New York City; † 27. November 2007 in Stradford, New Jersey) war ein US-amerikanischer Jazz-Baritonsaxophonist und Flötist.

## Leben und Wirken
Cecil Payne studierte Altsaxophon und Klarinette bei Pete Brown und fing 1946 auf der New Yorker Bebop-Szene in den Bands von Jay Jay Johnson und Roy Eldridge zu spielen an. Er stand dabei stark unter dem Einfluss der Musik von Charlie Parker; es folgten die Arbeit in Dizzy Gillespies Cuban Big Band von 1946 bis 1949 und der Band von Illinois Jacquet von 1952 bis 1954. Über mehrere Jahre spielte Payne nur in seiner Freizeit, spielte aber 1955 im Nonett von Gigi Gryce (Nica’s Tempo) und besuchte im Sommer 1956 als Gast der Band von Rolf Ericson Schweden. Ab 1956 spielte er mit Randy Weston. 1963 bis 1966 arbeitete er mit Machito, danach bis 1968 bei Woody Herman und von 1969 bis 1971 bei Count Basie. In dieser Zeit leitete er einen NDR Jazzworkshop. Mitte der 1970er Jahre spielte er im Duo mit seiner Schwester, der Sängerin Cavril Payne. 1985 trat er auf den Berliner Jazztagen auf. Mit Jay Jay Johnson ist er auch als Altsaxophonist zu hören.
Auf dem Baritonsaxophon nahm er mit Cannonball Adderley, Kenny Burrell, Jimmy Cleveland, Tadd Dameron, Kenny Dorham, Matthew Gee, Anita O’Day, Bud Powell sowie Dinah Washington Platten auf.
Neben seinen Hauptinstrumenten spielte er auch Gitarre, Klarinette und Altsaxophon.

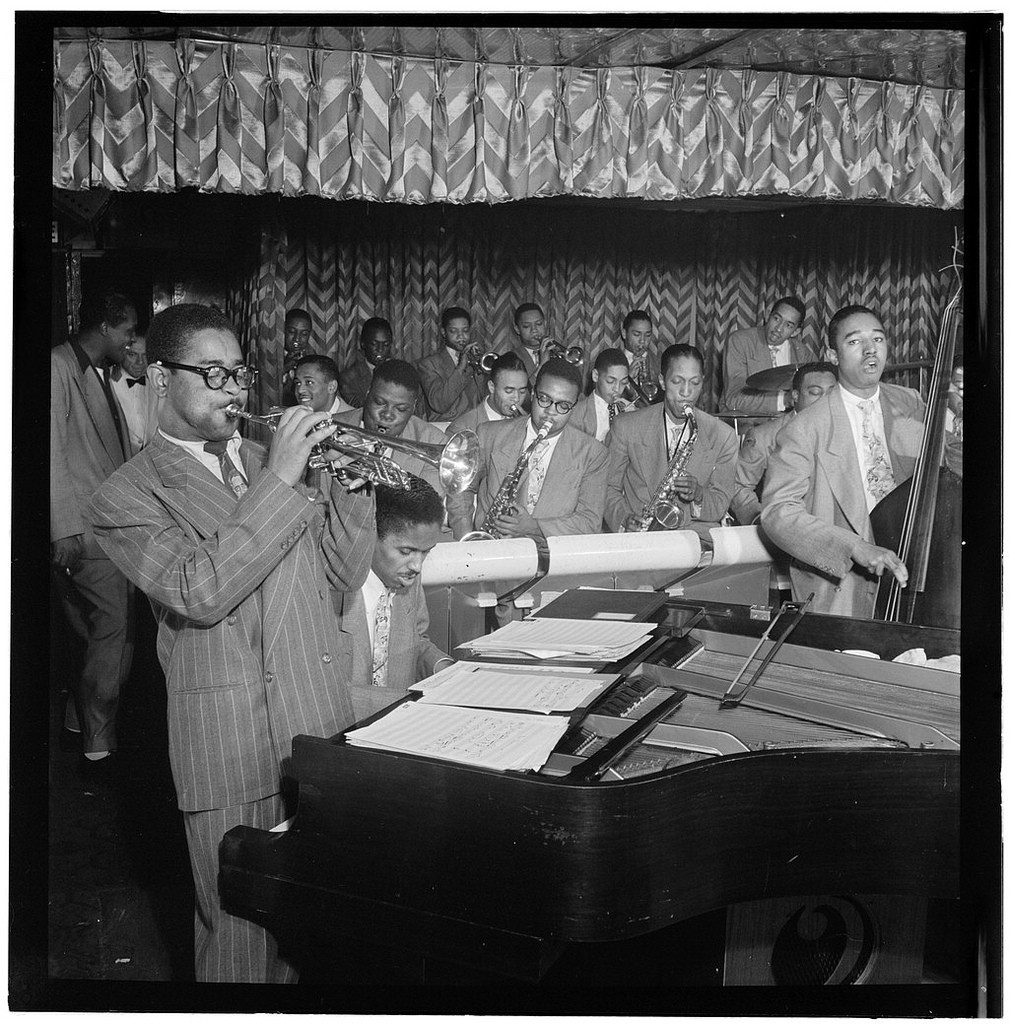
Dizzy Gillespie, John Lewis, Cecil Payne u. a., um 1947, Fotografie von William P. Gottlieb

## Diskografie

### Als Leader
- Cecil Payne with Kenny Dorham (Signal, 1957)
- A Night at the Five Spot (Signal, 1957)
- Patterns Of Jazz (Savoy, 1956) mit Kenny Dorham, Duke Jordan, Tommy Potter, Art Taylor
- Zodiac (1968), mit Kenny Dorham, Wynton Kelly, Wilbur Ware, Tootie Heath
- Brooklyn Brothers (Muse Records 1973) mit Duke Jordan, Sam Jones Al Foster
- Payne’s Window (Delmark, 2000)

### Als Sideman
- Jay Jay Johnson: Jazz Quintets (Savoy, 1947–49)
- Tadd Dameron: Cool Boppin’ (Fresh Sound, 1949)
- Dizzy Gillespie: Pleyel 48 (Vogue, 1948)
- Duke Jordan: Duke Jordan Trio & Quintet (Savoy, 1955)
- Ernie Wilkins: Septet (Savoy, 1955)
- Randy Weston: Jazz A La Bohemia (OJC, 1956)
- Kenny Burrell: Blue Moods (OJC, 1957)
- John Coltrane: Dakar (OJC/Prestige, 1957)
- Kenny Dorham: Blue Spring (OJC 1957)
- Bud Powell: A Tribute To Cannonball Adderley (Columbia, 1961)

## Trivia
Als Cecil Payne 1980 mit Fritz Pauer im Jazzland gastierte, entschuldigte ich mich bei ihm: "Ich muß einen Sprung ins Konzerthaus machen - dort spielt heute Brownie McGhee". Cecil jubelte: "Was! Mit Brownie habe ich vor 30 Jahren aufgenommen - er wird sich nicht an mich erinnern können....!!!"
Im Konzerthaus entschuldigte ich mich bei Brownie: "Ich kann nur einen Sprung bleiben, denn Cecil Payne gastiert bei mir im Jazzland." Brownie jubelte: "Was! Mit Cecil habe ich vor 30 Jahren aufgenommen - er wird sich nicht an mich erinnern können....!!!"
Dass die beiden dann ein turbulentes und feuchtes Wiedersehen feierten, versteht sich von selbst. (Axel Melhardt – Jazzland)